# Logha
Logha ist eine Insel des New-Georgia-Archipels in der Western-Provinz, Salomonen, unmittelbar östlich der Insel Ghizo.

## Geographie
Die kleine Insel ist nur etwa 800 × 800 m breit. Sie liegt vor dem Hafen Gizo Harbour und zusammen mit zahlreichen kleinen Felsenriffen zwischen der Insel Nusa Tupe Island mit dem Flughafen Gizo Nusatupe Airport (AGGN, Osten) und den kleinen vorgelagerten Inseln Tingetange, Kerukeru und Nusa Ivili im Norden.
Der gleichnamige Ort liegt an der Westküste, gegenüber von Nusambaruku mit Small Island und Nusambaruku Point.